# Niederländische Badmintonmeisterschaft 1956
Die Niederländische Badmintonmeisterschaft 1956 war die 15. Auflage der nationalen Titelkämpfe im Badminton in den Niederlanden. Die Meisterschaft wurde am 25. und 26. Februar im Krelagehuis in Haarlem ausgetragen.

## Titelträger
| Disziplin    | Sieger                          |
| ------------ | ------------------------------- |
| Herreneinzel | Bob Loo                         |
| Dameneinzel  | Annie W. Koch                   |
| Herrendoppel | Leen Verhoef Bob Loo            |
| Damendoppel  | Annie W. Koch Agnes van Leeuwen |
| Mixed        | P. Bosman Annie W. Koch         |